# 장미의 전쟁 (2011년 드라마)
《장미의 전쟁》은 SBS에서 2011년 1월 3일부터 2011년 5월 24일까지 방영되었던 SBS 아침연속극이었다.

## 등장 인물
- 김혜리(이해주)
- 오대규(박대성)
- 김시운(배유미)
- 이형철(황동탁)
- 양희경(소영자)
- 송용태(이만복)
- 윤미라(유 여사)
- 최성호(이현기)
- 안재성(박태훈)
- 지우(박준희)
- 한수진(박운희)
- 이승형(송형준)
- 위양호(남 부장)
- 성창훈(송 과장)
- 이혜은(민아리)
- 진경(김난정)
- 김희준(장대리)
- 정수인(이해주 수행비서)
- 이연선(이웃집 여자1)

## 경쟁 프로그램
- 사랑하길 잘했어 (KBS)
- 두근두근 달콤 (KBS)
- 주홍글씨 (MBC)
- 당신 참 예쁘다 (MBC)

## 연장
- 장미의 전쟁 100부작에서 2회 연장되어 102부작으로 변경.확정되었다.

## 바로 가기
- <장미의 전쟁> 공식 홈페이지
- <장미의 전쟁> 전회차 무료보기

| SBS 아침연속극                           | SBS 아침연속극                          | SBS 아침연속극                            |
| 이전 작품                                | 작품명                                  | 다음 작품                                 |
| ---------------------------------------- | --------------------------------------- | ----------------------------------------- |
| 여자를 몰라 (2010년 8월 2일 ~ 12월 31일) | 장미의 전쟁 (2011년 1월 3일 ~ 5월 24일) | 미쓰 아줌마 (2011년 5월 30일 ~ 10월 21일) |